# Tour de France 2006/2. Etappe
Die 2. Etappe der Tour de France 2006 am 3. Juli war 228,5 km lang. Sie führte von Obernai nach Esch-sur-Alzette im Großherzogtum Luxemburg.
Unmittelbar nach dem Start rissen die Spanier Aitor Hernández und David de la Fuente aus, die einen maximalen Vorsprung von 11:20 min herausfuhren. Am Bergpreis Côte de Kédange-sur-Kanner konnte de la Fuente zwar seinen Begleiter abschütteln, wurde aber rund 16 Kilometer vor dem Ziel vom Feld eingeholt.
Es folgten Einzelvorstöße der Deutschen Fabian Wegmann und Matthias Kessler, die jedoch erfolglos blieben. Kessler lag beim letzten Kilometer wenige Sekunden voraus, hatte aber gegen die Sprinter keine Chance und musste sich fünfzig Meter vor der Ziellinie geschlagen geben.
Etappensieger wurde Robbie McEwen, während Thor Hushovd mit insgesamt zwölf gewonnenen Bonifikationssekunden nach einem Tag Unterbrechung wieder die Führung im Gesamtklassement übernahm. Das Feld hatte sich wegen eines Sturzes zwei Kilometer vor dem Ziel in verschiedene Gruppen aufgeteilt, doch die Favoriten auf dem Gesamtsieg beendeten das Rennen alle mit derselben Zeit.

## Aufgaben
- 161 Danilo Di Luca – vor dem Start der Etappe, Blasenentzündung

## Zwischensprints
1. Zwischensprint in Marimont-lès-Bénestroff (107 km)
| Erster  | David de la Fuente | 6 P. und 6 s |
| Zweiter | Aitor Hernández    | 4 P. und 4 s |
| Dritter | Tom Boonen         | 2 P. und 2 s |

2. Zwischensprint in Holling (168,5 km)
| Erster  | David de la Fuente | 6 P. und 6 s |
| Zweiter | Aitor Hernández    | 4 P. und 4 s |
| Dritter | Thor Hushovd       | 2 P. und 2 s |

3. Zwischensprint in Yutz (198,5 km)
| Erster  | David de la Fuente | 6 P. und 6 s |
| Zweiter | Tom Boonen         | 4 P. und 4 s |
| Dritter | Thor Hushovd       | 2 P. und 2 s |

## Bergwertungen
Col des Pandours, Kategorie 3 (35,5 km)
| Erster  | Aitor Hernández    | 4 P. |
| Zweiter | David de la Fuente | 3 P. |
| Dritter | Fabian Wegmann     | 2 P. |
| Vierter | Jérôme Pineau      | 1 P. |

Col de Valsberg, Kategorie 3 (50 km)
| Erster  | Aitor Hernández    | 4 P. |
| Zweiter | David de la Fuente | 3 P. |
| Dritter | Jérôme Pineau      | 2 P. |
| Vierter | Fabian Wegmann     | 1 P. |

Côte de Kédange-sur-Kanner, Kategorie 4 (187,5 km)
| Erster  | David de la Fuente | 3 P. |
| Zweiter | Aitor Hernández    | 2 P. |
| Dritter | Fabian Wegmann     | 1 P. |

Côte de Kanfen, Kategorie 4 (212,5 km)
| Erster  | David de la Fuente | 3 P. |
| Zweiter | Fabian Wegmann     | 2 P. |
| Dritter | Laurent Lefèvre    | 1 P. |

Côte de Volmerange-les-Mines, Kategorie 4 (215 km)
| Erster  | Fabian Wegmann     | 3 P. |
| Zweiter | David de la Fuente | 2 P. |
| Dritter | Laurent Lefèvre    | 1 P. |

- Siehe auch: Fahrerfeld